# Jackie Burroughs
Jacqueline „Jackie“ Burroughs (* 2. Februar 1939 in Lancashire, England; † 22. September 2010 in Toronto, Ontario) war eine britisch-kanadische Film- und Theaterschauspielerin.

## Leben
Jackie Burroughs verbrachte ihre ersten zwölf Lebensjahre in England, ehe sie 1951 mit ihren Eltern und ihrem Bruder Gary nach Kanada zog. Hier absolvierte sie im Jahr 1962 die University of Toronto. Erste Erfahrungen als Schauspielerin sammelte sie im Stratford Shakespeare Festival in Stratford. Burroughs war nicht nur ausgebildete Schauspielerin, sondern auch Tänzerin. Sie heiratete Anfang der 1960er Jahre den Musiker Zal Yanovsky, mit dem sie unter anderem in New York City lebte. Aus der Ehe, die 1968 geschieden wurde, ging Burroughs’ einziges Kind, die Tochter Zoe, hervor. Nach der Scheidung von Yanovsky kehrte Burroughs nach Kanada zurück. Auch hatte sie einen Zweitwohnsitz in Oaxaca (Mexiko).
1966 stand sie im Kurzfilm Notes for a Film About Donna & Gail erstmals vor der Kamera. Obwohl sie danach in über 100 Filmen und Fernsehserien vor der Kamera stand, wurde sie kaum international bekannt. Von 1989 bis 1996 übernahm sie an der Seite von Sarah Polley in der Fernsehserie Das Mädchen aus der Stadt eine Hauptrolle; durch sie wurde Burroughs auch im deutschsprachigen Raum vorübergehend bekannt. Ein weiterer überregional bekannt gewordener Film war The Sentinel – Wem kannst du trauen?, der 2006 produziert wurde und in dem Burroughs in einer kleinen Rolle zu sehen war.
1987 wagte sie einen Exkurs und führte bei dem Filmdrama Ich atme mit dem Herzen Regie nach eigenem Drehbuch. Da sie auch in einer der Hauptrollen zu sehen war, wurde sie im selben Jahr mit dem Genie Award ausgezeichnet.
Burroughs war insgesamt achtmal für den Gemini Award nominiert und wurde viermal mit dem bedeutendsten kanadischen Fernsehpreis gewürdigt. Außerdem gewann sie drei Genie Awards, bei ebenfalls acht Nominierungen, und wurde 1999 auch für den Satellite Award nominiert.
2005 erhielt Burroughs aus der Hand von Generalgouverneurin Michaëlle Jean den Governor General’s Award.
Jackie Burroughs starb im Alter von 71 Jahren an einem Magenkarzinom.

## Filmografie (Auswahl)
- 1974: Polizeiarzt Simon Lark (Police Surgeon, Fernsehserie, 1 Folge)
- 1983: Dead Zone – Der Attentäter (The Dead Zone)
- 1989: Die Stunde der Ratte (The Food of the Gods II)
- 1989–1996: Das Mädchen aus der Stadt (Road To Avonlea)
- 2001: Lost and Delirious
- 2001: Smallville Episode 1x06
- 2003: Willard
- 2004: Rentier Buddy rettet Weihnachten (Snow)
- 2006: Blendende Weihnachten (Deck the Halls)
- 2010: Small Town Murder Songs